# Shuangtang, Jiangsu
Shuangtang (kinesiska: 双塘, 双塘镇) är en köping i Kina. Den ligger i provinsen Jiangsu, i den östra delen av landet, omkring 260 kilometer norr om provinshuvudstaden Nanjing. Antalet invånare är 30958. Befolkningen består av 15 423 kvinnor och 15 535 män. Barn under 15 år utgör 25,0 %, vuxna 15-64 år 63 %, och äldre över 65 år 10,0 %. Shuangtang ligger vid sjön Gaotang Shuiku.
Genomsnittlig årsnederbörd är 1 109 millimeter. Den regnigaste månaden är juli, med i genomsnitt 303 mm nederbörd, och den torraste är januari, med 13 mm nederbörd.